# Patrícia Scheppa
Patrícia Scheppa (Santa Teresa-ES, 27 de Fevereiro de 1988) é uma jogadora brasileira de handebol de praia que joga como lateral direita. Em 2012, ela foi eleita a melhor jogadora do mundo da modalidade.
Com passagem pela seleção brasileira de quadra - onde representou o Brasil nas categorias juvenil e júnior e, na categoria adulto, num desafio internacional Brasil x Cuba em 2008 - Patrícia migrou para o handebol de praia aos 17 anos quando foi convidada por uma amiga.

## Conquistas
Campeonato Mundial de Beach Handball
- Bicampeã - 2012[3], 2014
- Vice-campeão - 2016

Jogos Mundiais
- - 2013 e 2017

Campeonato pan Americano
- Bicampeão: 2012, 2014

### Individuais
- MVP do Mundial de Handebol de Areia: 2012
- Artilheira do Campeonato Pan Americano de Beach Handball: 2014[4]